# Whitefield (hardware)
Whitefield avrebbe dovuto essere la prima architettura multi core (più precisamente a 4 core) per processori Intel Xeon MP (destinati a piattaforme da 4 processori o più), ed era previsto che sostituisse agli inizi del 2008 il processore Tulsa per diventare il tassello base della piattaforma Reidland, ma il suo sviluppo venne sospeso nel corso del 2005 in favore del più semplice progetto Tigerton.

## Caratteristiche tecniche
Si trattava di un progetto poi abbandonato quasi 2 anni prima del suo possibile arrivo sul mercato e quindi, trattandosi di un progetto ancora lontano le informazioni sono rimaste molto scarse: l'unica cosa che ai tempi era trapelata, oltre al fatto che sarebbe stata una CPU multi core, era il processo costruttivo utilizzato che avrebbe dovuto essere quello a 65 nm.
Si era anche ipotizzato (probabilmente a ragione) che si sarebbe trattato di una nuova generazione di Xeon MP basati sull'architettura Intel Core Microarchitecture del Core 2 Duo invece che su quella NetBurst del Pentium 4, infatti le indiscrezioni riferivano che i 4 core, costruiti con un approccio a Die Monolitico, sarebbero stati fondamentalmente basati sul design adottato dalla CPU Core Duo Yonah (più probabilmente, dato l'anno previsto di uscita sul mercato, su quello dei Core 2 Duo, e nello specifico dello Xeon DP Woodcrest) e connessi tra di loro attraverso un nuovo tipo di bus seriale (CSI) che Intel aveva ormai allo studio da molto tempo e che invece è arrivato a fine 2008 con l'architettura Nehalem, con il nuovo nome di Intel QuickPath Interconnect.
La cache complessiva di secondo livello era stata annunciata di ben 16 MB, suddivisa in due aree da 8 MB, ciascuna condivisa per ogni coppia di core. Quest'ultima informazione fece dunque pensare ad un approccio di costruzione "ibrido", 2 core dual core montati poi insieme sullo stesso package con un approccio a Die Doppio, analogamente a quanto fatto per tutte le altre CPU a 4 core basate sull'architettura "Core". Inoltre doveva essere integrato anche il controller della memoria RAM, per un consumo medio tra i 100 e i 130 W. Anche l'integrazione del controller RAM, al pari del BUS seriale, è arrivato solo con la successiva architettura Nehalem e quindi è plausibile che Whitefield fosse pensato proprio a partire da tale architettura e non dalla "Core" dei Core 2 Duo e Xeon Woodcrest, ma Intel non ha mai fatto dichiarazioni in tal senso; forse era stato pensato come una sorta di progetto di transizione tra le due architetture, ma in quanto "unico" il suo sviluppo si sarebbe rivelato troppo complicato (e quindi costoso) e non compensato dai volumi di vendita previsti.

### Sfruttamento della cache L2
Nei processori dual core e multi core si pone il problema di come sfruttare la grande dotazione di cache L2 e come gestirne l'accesso da parte dei vari core. I diversi approcci di costruzione cui si è accennato poco sopra, comportano pro e contro relativamente ai metodi di fruizione di questa preziosa memoria aggiuntiva. Buona parte di questi aspetti è evidenziata nella voce Dual core (gestione della cache), in cui si fa riferimento anche ad altri processori che sfruttano i differenti approcci.

## Il sostituto o... il fratello minore
Il 25 ottobre 2005 Intel annunciò di aver cessato lo sviluppo del progetto Whitefield in favore di un altro progetto chiamato Tigerton basato sull'architettura a basso consumo del Core 2 Duo e degli Xeon Woodcrest e Clovertown, e che ha poi introdotto anche una connessione diretta al chipset per ogni singolo processore, al posto di quella a BUS condiviso precedentemente adottata dalle CPU Xeon fino al core Tulsa. Intel ha più volte ribadito che tale tecnologia non è in alcun modo riconducibile al BUS seriale annunciato per Whitefield, anzi si tratta in sostanza di più BUS tradizionali, ciascuno per ogni processore installato nel sistema.
Non si conoscono i motivi dell'abbandono del progetto Whitefield che, sulla carta sembrava molto interessante e innovativo, ma forse è proprio questo il problema che è sorto. Quando le innovazioni sono tante, tutte insieme, nascono anche tutta una serie di problemi, difficilmente prevedibili all'inizio, che a volte ne precludono la fattibilità. Del resto Intel era già passata per questi problemi nel 2004 quando annunciò la cessazione dello sviluppo dei progetti del Pentium 4 Tejas e dello Xeon Jayhawk.

### Il nome Whitefield potrebbe essere riutilizzato?
A dicembre 2005 erano apparse nuove voci relative a Whitefield, segno forse che Intel aveva riconsiderato lo sviluppo di tale soluzione, che avrebbe quindi potuto ricominciare per immettere sul mercato questo core forse affiancandolo a quello che è poi diventato il suo sostituto, Tigerton. Successivamente però non se ne è più saputo nulla e dato il successivo arrivo dei nuovi processori basati sull'architettura Nehalem, il cui primo esponente per il settore Xeon MP sarà Beckton, da ben 8 core, si dubita ormai fortemente che il progetto originale di Whitefield possa avere ancora un futuro. Non è comunque escluso che Intel possa decidere di riutilizzare in futuro il nome in codice Whitefield per altri progetti per nulla legati a quello originale. Negli anni Intel ha già seguito più volte questa politica, creando anche non poca confusione nella mente di chi segue periodicamente lo sviluppo dei microprocessori. L'ultimo caso in ordine di tempo è relativo proprio al nome Nehalem che, se adesso indica una intera architettura, in passato era già stato utilizzato come nome di un singolo processore (basato su architettura NetBurst) annunciato nel 2001 per il 2005.

## Itanium e Xeon intercambiabili?
Per il 2008 i piani di Intel sono quelli di standardizzare l'interfaccia dei processori IA-32 e IA-64 attraverso la "Common Platform Architecture" (CPA), una tecnologia che renderà Itanium 2 e Xeon "intercambiabili",
Ad accompagnare Tukwila come primo chip Intel con memory controller integrato sul fronte Itanium 2, doveva appunto essere Whitefield sul fronte Xeon. Il sostituto di Whitefield, Tigerton, non fa però parte di questa "rivoluzione" che sul fronte Xeon inizierà invece con il successore di Tigerton, ovvero il primo esponente della nuova architettura Nehalem, Beckton. Tra i moltissimi obiettivi di Intel vi è anche quello di parificare i costi dell'hardware Itanium e Xeon. In questo modo gli utenti avranno la libertà di decidere quale architettura scegliere.

## Il successore
Solo il tempo dirà se Whitefield arriverà effettivamente sui mercati. In ogni caso nella finestra temporale prevista per il suo successore (o meglio quello di Tigerton) verrà rilasciato Beckton, e quindi se mai arriverà un processore con tale nome, quasi certamente esso indicherà un progetto completamente innovativo.